# 坤都镇
坤都镇，是中华人民共和国内蒙古自治区赤峰市阿鲁科尔沁旗下辖的一个乡镇级行政单位。

## 行政区划
坤都镇下辖以下地区：
高勒嘎查、阿尔包勒格嘎查、布仁塔拉嘎查、登根嘎查、扬子嘎查、尚欣包冷嘎查、乌森义和嘎查、乃仁查布嘎查、翁根毛都嘎查和巴彦浩勒包嘎查。